# Aeroportul Beni Mellal
Aeroportul Beni Mellal (în franceză Aérodrome de Béni Mellal) (IATA: BEM, ICAO: GMMD) este un aeroport din Béni Mellal-Khénifra⁠(d), Maroc ce deservește zona Beni Mellal. Aeroportul a fost tranzitat în 2022 de 2 pasageri. A fost numit după zona deservită.
Situat la o altitudine de 518 m, aeroportul dispune de 1 pistă. Este operat de Moroccan Airports Authority⁠(d).

## Infrastructură

### Piste
Aeroportul dispune de o singură pistă. Pista are orientarea 05/23. 